# Jens Hegeler
Jens Hegeler (ur. 22 stycznia 1988 w Kolonii) – niemiecki piłkarz występujący na pozycji pomocnika. Zawodnik Bristol City.

## Kariera klubowa
Hegeler jako junior grał w zespołach SV Westhoven, SpVgg Porz, 1. FC Köln, PSI Yurdumspor Köln oraz VfL Leverkusen. W 2006 roku trafił do rezerw Bayeru 04 Leverkusen, występujących Regionallidze Nord. W sezonie 2007/2008 został włączony do jego pierwszej drużyny, grającej w Bundeslidze. Zadebiutował w niej 10 maja 2008 roku w wygranym 2:1 pojedynku z Hansą Rostock. W styczniu 2009 roku został wypożyczony do drugoligowego zespołu FC Augsburg. Grał tam przez półtora roku.
Sezony 2010/2011 oraz 2011/2012 Hegeler spędził na wypożyczeniu z Bayeru do innego pierwszoligowca, 1. FC Nürnberg. Zadebiutował tam 21 sierpnia 2010 roku w zremisowanym 1:1 spotkaniu z Borussią Mönchengladbach, w którym strzelił także gola, który był jednocześnie jego pierwszym w Bundeslidze. W połowie 2012 roku Hegeler wrócił do Bayeru. W 2014 roku przeszedł do Herthy BSC.

## Kariera reprezentacyjna
Hegeler jest byłym reprezentantem Niemiec U-21.